# Східноломбардська мова
Східноломба́рдійська мо́ва або схі́дний діале́кт ломба́рдійської мо́ви (Lombàrt orientàl, transabduano) — діалект ломбардійської мови, поширена на сході Ломбардії в Італії (район міста Бергамо), належить до романської групи індоєвропейської мовної родини.
Здебільшого ті, для кого ця мова є рідною, говорять також італійською.

## Діалекти
Східноломба́рдійська мо́ва наріччя ділиться на наступні діалекти:
- бергамський діалект (bergamasco) — провінція Бергамо
- Кремський (cremasco) — на півдні провінції Бергамо і на північному заході провінції Кремона, навколо міста Крема
- брешійський (bresciano) — провінція Брешіа, включаючи говірки нижньої і середньої Валь-Камоніка, Лумеццане, Багосса і Рендене;
  - Верхньо-мантуйські говірки (alto mantovano) — північ провінції Мантуя; близькі південно-східним говорам брешійського;
- Західнотрентінський діалект (trentino occidentale) — у західній частині провінції Тренто;
- Східно-альпійський діалект (alpino-orientale):
  - Бормійський говір (bormino) — Борміо на сході провінції Сондріо
  - Лівіньський говір (livignasco) — Лівіньйо на сході провінції Сондріо
  - Верньокамунійські говірки (alto camuno) — не плутати з давньою камунійською мовою